# Ferme du château de Tahier
Pour les articles homonymes, voir Ferme du château.
L'ancienne ferme du château est un immeuble classé situé dans le hameau de Tahier faisant partie de la commune d'Ohey en Belgique (province de Namur). 

## Localisation
L'ancienne ferme se situe au no 200 du chemin de Saint-Fontaine dans le hameau condrusien de Tahier, près du carrefour avec la route de Goesnes, à une soixantaine de mètres au sud et en rive droite de la Vyle, un affluent du Hoyoux et à proximité de la chapelle Saint-Servais, faisant l'objet du même classement. L'altitude est de 220 m.

## Historique
La ferme fortifiée est construite dans la première moitié du XVIIe siècle et était entourée de douves. Les étables ont été remaniées ou reconstruites au cours du XIXe siècle. 

## Description
Cette ancienne ferme en carré est construite principalement en moellons de pierre calcaire, chacune des quatre ailes mesurant une cinquantaine de mètres. La grande cour intérieure d'une superficie d'environ 850 m2 est accessible par un porche en anse de panier.

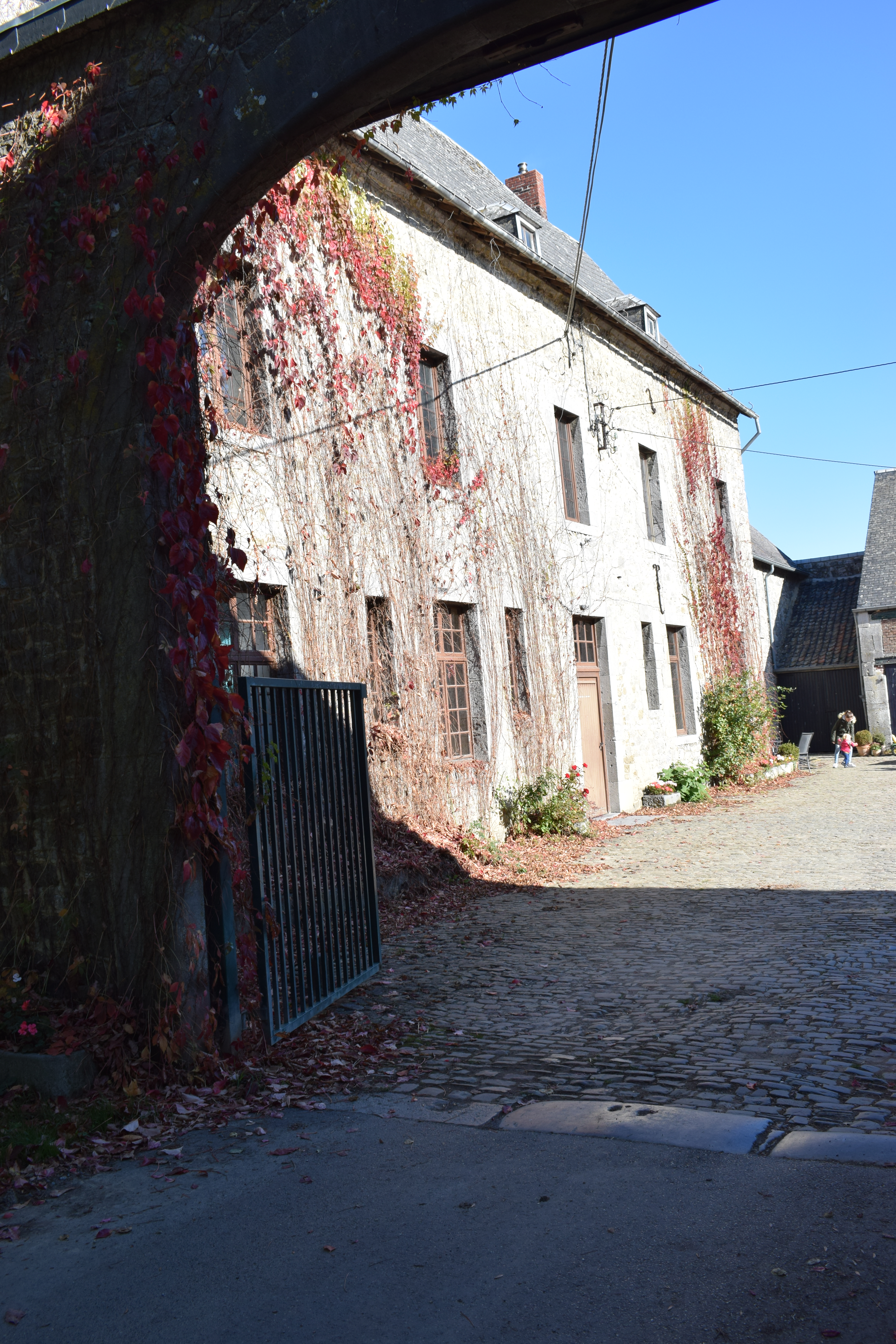
Façade sud (côté cour) du corps de logis de la ferme du château de Tahier

Le corps de logis, appelé château, de deux niveaux (un étage) est l'élément le plus ancien et le plus remarquable de la ferme. Long d'environ 25 mètres et de sept travées ponctuées de baies rectangulaires, il occupe la moitié occidentale de l'aile nord. Sa haute toiture en petites ardoises est percée de trois petites lucarnes du côté cour.  Ce corps de logis est renforcé d’une tourelle de guet à l’angle ouest. Cette tourelle circulaire de trois niveaux possède une toiture polygonale d’ardoises terminée par une tour de vigie et une girouette.
Les autres ailes comprennent des granges avec portes charretières et diverses étables sous fenil hautes de deux niveaux.

## Classement
La chapelle Saint-Servais et son mobilier et la ferme fortifiée (façade nord et tour de guet ainsi que la toiture de ces deux parties de l'édifice) et l'ensemble formé par ces bâtiments et les terrains qui l'entourent sont repris depuis le 4 novembre 1976 sur la liste du patrimoine immobilier classé d'Ohey